# Siergiej Zachodlin
Siergiej Wasiliewicz Zachodlin, ros. Сергей Васильевич Задохлин (ur. 10 września?/22 września 1878 w Jekaterynodarze, zm. jesienią 1945 w obozie w Prokopiewsku) – rosyjski wojskowy (pułkownik), szef Sztabu Wojska Kubańskiego, oficer Głównego Zarządu Wojsk Kozackich, a następnie oficer Sztabu Wojsk Kubańskich Kozackiego Stanu podczas II wojny światowej.
Ukończył 3 korpus kadetów w Moskwie, a następnie nikołajewską szkołę kawaleryjską. Służył w 2 Pułku Łabinskim. Brał udział w I wojnie światowej. W 1918 r. wstąpił do wojsk Białych gen. Antona I. Denikina. W połowie listopada 1920 r. wraz z wojskami Białych został ewakuowany z Krymu do Gallipoli. Na emigracji zamieszkał w Królestwie SHS. Pracował jako buchalter. Po wybuchu II wojny światowej objął funkcję szefa Sztabu Wojska Kubańskiego. Jednocześnie stanął na czele Komisji do Spraw Ochrony Regalii Wojskowych i Archiwum Kozaków kubańskich. W 1944 r. wszedł w skład sztabu atamana gen. Piotra N. Krasnowa w Głównym Zarządzie Wojsk Kozackich w Berlinie. W połowie lutego 1945 r. wraz ze sztabem gen. P. N. Krasnowa przybył do północnych Włoch, gdzie dołączył do Kozackiego Stanu. Mianowano go pułkownikiem w Sztabie Wojska Kubańskiego. Po zakończeniu wojny został przez Brytyjczyków wydany Sowietom. Prawdopodobnie zmarł jesienią 1945 r. w łagrze w Prokopiewskie.